# Stato di grazia
Stato di grazia (State of Grace) è un film statunitense del 1990 diretto da Phil Joanou.

## Trama
Terry Noonan, un giovane irlandese-americano, giunge da Boston a New York, nel suo quartiere natale di Hell's Kitchen, allo scopo di riprendere i contatti con Jackie Flannery, suo vecchio amico e noto malvivente della zona, oltreché fratello minore di Frankie, capo d'una cosca mafiosa irlandese-americana radicata nel quartiere; egli infatti è un agente di polizia sotto copertura, incaricato di infiltrarsi nell'organizzazione e permettere al suo referente, il sergente Nick Richardson, di arrestarne i componenti. Terry non ci mette molto ad inserirsi tra i ranghi della banda; Frankie l'accoglie felicemente tra i suoi, vedendolo come un'ottima risorsa per il suo organico. Nel frattempo, Terry ha modo di ricucire i rapporti con Kathleen, sorella minore di Frankie e Jackie.
L'organizzazione capeggiata da Frankie è impegnata in una trattativa d'affari con una potente famiglia mafiosa italoamericana, motivo per cui questi fa uccidere un suo giovane sottoposto, Stevie, reo d'aver eluso per troppo tempo un piccolo debito. 
Adempiuto l'incarico, Frankie comunica ai suoi che il giovane è stato ucciso per ritorsione dagli uomini di Cavello per via dei suoi debiti, cosa però che porta alla disperazione Jackie, che dopo aver incontrato casualmente Cavello in un bar lo uccide insieme ad altri due mafiosi. Non appena venutolo a sapere e temendo la reazione di Borelli, Frankie dà l'ordine a tutti i suoi sgherri di assumere un assetto di guerra e di tenersi pronti ad agire.
Non passa molto prima che la notizia della morte d'alcuni dei suoi arrivi a Borelli, il quale però intima a Frankie di rimediare, uccidendo Jackie. Conscio che la sua organizzazione non avrebbe scampo in una lotta aperta con Borelli, Frankie conclude che l'unico modo per garantire la sopravvivenza sua e della sua banda è per forza quella di uccidere suo fratello. 
Frankie dà appuntamento a Jackie al molo dicendogli che bisogna eliminare due spacciatori haitiani per conto di Borelli, Jackie si fa accompagnare all'incontro da Terry ma mentre lui si assenta per chiamare la polizia, Frankie arriva e spara a Jackie tre colpi di pistola uccidendolo. Al funerale di Jackie, Terry rivela a Frankie di essere un agente di polizia infiltrato. 
Il giorno della festa di San Patrizio durante la parata Terry irrompe armato nel bar di Frankie e inizia una sparatoria: quattro uomini di Frankie rimangono uccisi tra cui il suo guardaspalle Pat, mentre Terry viene ferito al braccio sinistro e alla gamba; infine Frankie riesce a colpire Terry all'addome ma quest'ultimo gli spara in testa uccidendolo. Terry stramazza al suolo privo di forze. 

## Accoglienza
Il film guadagnò complessivamente quasi 2 milioni di dollari, senza risultare perciò un grandissimo successo al botteghino. Secondo il critico cinematografico Roger Ebert, la difficoltà che aveva la pellicola al botteghino era a causa di un altro film con lo stesso tema rilasciato nella stessa settimana, ovvero Quei bravi ragazzi di Martin Scorsese.
Nonostante un botteghino non eccezionale, il film è stato generalmente ben accolto dalla critica. Unanimi sono stati infatti i plausi rivolti a Gary Oldman per l'interpretazione di Jackie Flannery, così come a Sean Penn ed Ed Harris.